# Musée aéronautique et spatial Safran
Le Musée aéronautique et spatial Safran est un musée aéronautique privé situé à Réau, dans l'agglomération de Melun en France qui présente une collection de moteurs d’avions allant des origines de l’aviation à nos jours. Ces moteurs ont été produits par les différents motoristes français comme  Gnome et Rhône, Snecma aujourd'hui représentées par le groupe français Safran. Ce dernier est le créateur et le gestionnaire du musée. Les principales pièces exposées sont des moteurs à pistons, turboréacteurs ayant propulsé des avions au XXe siècle ainsi que des moteurs-fusées. Tous ces engins ont été développés par des entreprises dont le groupe Safran est issu.

## Historique
En 1985 le musée de l'Air et de l'Espace du Bourget qui détient plus de 1 000 moteurs d'aviation anciens et la Snecma signent une convention pour permettre leur restauration. Safran est la société aéronautique héritière de l'ensemble des motoristes français. L'accord prévoit que des salariés de Snecma restaurent à titre bénévole  les engins et que lorsqu'il existe deux moteurs identiques l'un d'entre eux est conservé par la société pour des expositions. En 1987 Snecma décide de créer un musée pour exposer les engins restaurés. Le musée doit être créé sur le site de son établissement de Villaroche dans l'agglomération de Melun. Le musée, qui est installé dans un ancien hangar à hydravion disposant de 4000 m² de surface, est inauguré le 31 mai 1989. L'« Association des Amis du Musée Safran » assure la gestion du musée. En 2013 le musée est agrandi pour accueillir une section consacrée à la propulsion spatiale.

## Collections
Les collections du musée, présentées avec une scénographie retraçant en parallèle l'histoire de l'aviation et de l'aéronautique, comprennent des moteurs à pistons, des turboréacteurs, des moteurs-fusées, différentes pièces d'équipement aérospatiales ainsi que quelques aéronefs.

### Moteurs à pistons
- Moteurs en étoile Gnome et Gnome et Rhône
- Moteur en ligne Hispano-Suiza
- Moteur en ligne Snecma Renault
- Hercules 758-759

### Turboréacteurs
- Snecma M88
- Rolls-Royce/Snecma Olympus 593
- CFM 56
- Moteurs Atar
- Turbomeca Astazou
- Statoréacteur

### Moteurs-fusées
- Moteurs-fusées SEPR
- Viking
- Vulcain 1
- Moteurs-fusées de satellite
- Étage de missile intercontinental

### Aéronefs
- Avion Blériot XI
- Avion Sud Aviation Vautour IIN
- Avion Dassault Mirage IIIC
- Planeur Arsenal S.A.103 Émouchet

### Divers
Les sociétés dont a hérité le groupe Safran ont également fabriqué des produits sans rapport avec l'aéronautique dont quels exemplaires sont exposés : 
- Motos Gnome et Rhône
- Missile
- Sous-marin humide
- Tracteur
- etc.

## Informations pratiques
Le musée est situé à Réau dans l'agglomération de Melun, dans le sud de la Seine-et-Marne. Il est ouvert tous les mercredis et le dernier samedi du mois. Des groupes d'au moins 10 personnes peuvent le visiter les autres jours en effectuant une réservation. L'entrée est gratuite.